# Катериновка (Красноградский район)
Катериновка (укр. Катеринівка), село, 
Мартыновский сельский совет, 
Красноградский район, 
Харьковская область.
Код КОАТУУ — 6323382507.
Присоединено к селу Гадяч в 1997 году.

## Географическое положение
Село Катериновка находится на левом берегу реки Берестовая, выше по течению на расстоянии в 1,5 км расположено село Вознесенское, ниже по течению на расстоянии в 1,5 км расположено село Каменка, на противоположном берегу расположено село Лебяжье (Зачепиловский район).
На расстоянии в 1 км расположено село Гадяч.
Село окружено лесным массивом (сосна).

## История
- 1997 — присоединено к селу Гадяч[1].